# Козаченко Ганна Володимирівна
Га́нна Володи́мирівна Козаче́нко (нар. 30 жовтня 1954 р., м. Кяхта, Бурятія) — український науковець, доктор економічних наук, професор, заслужений діяч науки і техніки України.

## Освіта
- 1972—1977 — Ворошиловградський машинобудівний інститут, спеціальність «Економіка і організація машинобудування», диплом з відзнакою, кваліфікація «інженер-економіст»
- 1979—1983 — Аспірантура Київського інституту народного господарства імені Д. С. Коротченка (сучасний Київський національний економічний університет ім. Вадима Гетьмана (КНЕУ) без відриву від виробництва

## Наукові ступені та звання
- 1984 — кандидат економічних наук за спеціальністю 08.00.04 Економіка та управління підприємствами (за видами економічної діяльності) (за сучасним переліком спеціальностей)
- 1987 — доцент за кафедрою організації та планування виробництва
- 1999 — доктор економічних наук за спеціальністю 08.00.04 Економіка та управління підприємствами (за видами економічної діяльності) (за сучасним переліком спеціальностей)
- 2001 — професор за кафедрою менеджменту
- 2010 — заслужений діяч науки і техніки України

## Основні етапи професійної діяльності
- 1977—1979 — інженер-економіст виробничого об'єднання «Ворошиловградтепловоз»
- 1979—1987 — асистент кафедри організації та планування виробництва Ворошиловградського машинобудівного інституту (м. Ворошиловград УССР)
- 1987—1999 — доцент кафедри менеджменту Східноукраїнського державного університету (м. Луганськ)
- 1999—2015 — завідувачка кафедри менеджменту та економічної безпеки Східноукраїнського національного університету імені Володимира Даля (м. Луганськ)
- 2015—2019 — професор кафедри фінансів і банківської справи Полтавського національного технічного університету імені Юрія Кондратюка
- 2019—2020 — завідуюча кафедрою фінансового права та фіскального адміністрування Національної академії внутрішніх справ (м. Київ)
- Із 2020 — професор кафедри економічної безпеки та фінансових розслідувань Національної академії внутрішніх справ (м. Київ)

## Різне
Академік Академії економічних наук України

## Наукові здобутки
Автор та співавтор понад 300 наукових праць, серед них 44 монографії та розділи монографій (у тому числі у співавторстві), понад 170 статей у наукових фахових виданнях України та виданнях, що включені до міжнародних наукометричних баз даних, понад 100 тез доповідей на Всеукраїнських і Міжнародних науково-практичних конференціях, 10 навчальних посібників та підручників (у співавторстві).
Сфера наукових інтересів: економічна безпека держави, регіону, міста та  підприємства, управління витратами підприємства.

## Основні наукові праці

### Монографії
1. Герасименко Л. В., Козаченко Г. В. Сталий розвиток міст в Україні: вектори та суперечливості. У кн.: Трудове право ЄС: гідна праця та розбудова інституційної спроможності для сталого розвитку : монографія. Рига (Латвія): Baltija Publishing, 2024. С. 36–57 (ЄС).
2. Kozachenko G., Pogorelov Yu. Conditions and characteristics of the development of socio-economic systems. Management of the 21st century: globalization challenges. Issue 4. Prague (Czech Repulic), Nemoros s.r.o., 2023. Р. 17‑23 (ЄС).
3. Kozachenko G., Pogorelov Yu., Diachkov D. Modern directions of consulting in the field of ensuring comprehensive business security. Security management of the XXI century: national and geopolitical aspects. : collective monograph. ISSUE 4. Prague (Czech Repulic), Nemoros s.r.o., 2022. Р. 171‑178 (ЄС).
4. Didyk Andriy, Kozachenko Ganna, Pogorelov Yuriy. Overview of threats to national economy with application of their classification criteria. Security management of the XXI century: national and geopolitical aspects : collective monograph. ISSUE 3. Prague (Czech Repulic), Nemoros s.r.o., 2021. Р. 25‑33 (ЄС).
5. Kozachenko G. V., Pogorelov Yu. S., Bilousova A. Yu. Economic security of enterprise’s development. Security of the XXI century: national and geopolitical aspects: collective monograph. Issue 2. Prague (Czech Repulic), Nemoros s.r.o., 2020. Р. 163‑169 (ЄС).
6. Onyshchenko S. V., Kozachenko G. V., Maslii O. A., Bondarevska O. M. Socio-Economic Security of the Region. Varazdin: University North, Croatia, 2019. 203 p. (ЄС).
7. Kozachenko G. V., Zavora T. M. Social composition of region socio-economic security: state and prospects for strengthening. Strategic management: global trends and national peculiarities : collective monograph edited by A. Pawlik, K. Shaposhnykov. Volume 1. Part 2. Kielce (Poland) : Publishing House «Baltija Publishing», 2019. Рр. 351‑372 (ЄС).
8. Економічна безпека: держава, регіон, підприємство: монографія; в 3-х т. / за заг. ред. В. О. Онищенка та Г. В. Козаченко. Полтава: ПолтНТУ. Т. 1. 2016. 280 с.; Т. 2. 2018. 360 с.; Т. 3. 2019. 348 с.
9. Тінізація економіки в Україні: причини та напрями подолання / за заг. ред. В. О. Онищенка та Г. В. Козаченко. Полтава: ПолтНТУ, 2016. 324 с.
10. Козаченко Г. В., Погорелов Ю. С., Тюлєнєв Г. Д. Економічна безпека вищого навчального закладу: підґрунтя забезпечення. У кн.: Фінансово-економічна безпека: стратегічна аналітика та аудиторський супровід. Харків: ХНУМГ ім. О. М. Бекетова, 2015. С. 110‑130.
11. Козаченко Г. В., Живко З. Б. Конкурентна розвідка та контррозвідувальна діяльність як функції системи економічної безпеки підприємства. У кн.: Організаційно-економічний механізм протидії злочинам в економічній сфері: монографія / за заг. ред. І. П. Мігус. Черкаси: ПП Чабаненко Ю. А., 2016. С. 96‑105.
12. Технології управління сучасним промисловим підприємством: монографія / за заг. ред. Г. В. Козаченко. Луганськ: Промдрук, 2013. 390 с.
13. Козаченко Г. В., Бурбело О. А., Погорелов Ю. С., Бурбело С. О. Рейдерство: витоки, процедури, способи запобігання. Луганськ: Луг. держ. ун-т внутр. справ ім. Е. О. Дідоренка, 2012. 184 с.
14. Система економічної безпеки: держава, регіон, підприємство; в 3-х т. / за заг. ред. Г. В. Козаченко. Т. 1. Луганськ: «Елтон-2», 2010. 282 с.; Т. 2. Луганськ: ТОВ «Віртуальна реальність», 2012. 318 с.; Т. 3. Луганськ: «Промдрук», 2014. 337 с.
15. Козаченко Г. В., Погорелов Ю. С., Макухін Г. А. Управління затратами підприємства: монографія. К. : Либра, 2007. 320 с.
16. Козаченко А. В., Пономарев В. П., Ляшенко А. Н. Экономическая безопасность предприятия: сущность и механизм обеспечения: монография. К. : Либра, 2003. 280 с.

### Наукові статті у фахових виданнях України (основні)
1. Козаченко Г. В., Сологуб О. В. Механізми публічного управління у сфері охорони здоров’я в Україні: стан та системотворення. Бізнес Інформ. 2024. №2. С. 36–46.
2. Козаченко Г. В., Погорелов Ю. С. Нормативно-правове забезпечення протидії рейдерству як системній загрозі соціально-економічній системі України. Юридичний науковий електронний журнал. 2024. № 3. С. 300–305. URL: https://www.business-inform.net/export_pdf/business-inform-2023-12_0-pages-368_378.pdf
3. Козаченко Г., Романовська Ю. Концептуальні засади аналізу розвитку загроз соціально-економічній системі «місто». Економіка промисловості. 2022. № 3 (99). С. 108‑120.
4. Козаченко Г. В., Погорелов Ю. С. Інструментарій сталого розвитку підприємства в умовах кризи. Бизнес Інформ. 2021. №4. С. 285‑293.
5. Козаченко Г. В., Погорелов Ю. С., Герасименко Л. В. Оцінювання економічної безпеки держави з використанням конструктного підходу. Бізнес Інформ. 2020 №9. C. 44–55.
6. Козаченко Г., Завора Т., Шаповал Л. Інструментарій визначення впливу соціальної безпеки на розвиток ломбардної діяльності України. Інститут бухгалтерського обліку, контроль та аналіз в умовах глобалізації. Міжнар. наук. журнал. 2019. Вип. 3-4. С. 120‑132.
7. Козаченко Г. В., Онищенко С. В., Завора Т. М. Методичні засади оцінювання соціально-економічної безпеки регіону. Проблеми економіки. 2019. № 1(39). С. 59-66.
8. Козаченко Г. В., Завора Т. М., Супруненко А. С. Оцінювання соціально-економічної безпеки Полтавської області. БІзнес Інформ. 2019. № 4. C. 170—181.
9. Козаченко Г. В, Панасенко А. С. Концептуальні засади діагностики кризи в діяльності підприємства. Східна Європа: економіка, бізнес та управління: ел. наук.-практ. журнал. 2019. № 3(20). URL: https://mail.google.com/mail/u/0/?tab=wm&ogbl#inbox/WhctKJVRNJlgNbFFjNNMqFvqWVrMvHKpBMjksPBHjNclRGnWNPhJcpCCCRrlVTqRXPRnPjQ?projector=1&messagePartId=0.1
10. Козаченко Г. В., Погорелов Ю. С. Загроза діяльності підприємства як імперативне поняття економічної безпекології мікрорівня. Вчені записки Університету «КРОК». 2019. № 1(53). С. 161‑170.
11. Козаченко Г. В., Буколова В. В. Аналіз підходів до оцінювання соціально-економічної безпеки регіону. Проблеми економіки. 2018. № 1. С. 150‑157.
12. Козаченко Г. В., Погорелов Ю. С. Безпека системи вищої освіти в Україні: погляд з різних позицій. Соціально-правові студії. 2018. Випуск 1. С. 88‑96.
13. Козаченко Г. В., Погорелов Ю. С., Білоусова А. Ю. Функції менеджменту розвитку підприємства. Вісник Хмельницького національного університету. Економічні науки. 2018. № 3. Т. 2. С. 54-58.
14. Kozachenko G., Pogorelov Y. Preconditions of accounting expenses for an enterprise development. Економіка і регіон. 2017. № 1. С. 54‑59.
15. Козаченко Г. В., Шапран Є. М. Оцінювання інноваційної стратегії промислового підприємства. Економіка і регіон. 2017. № 4. С. 50‑56.
16. Козаченко Г. В. Організація та дезорганізація діяльності підприємства: взаємозумовленість та взаємозв'язок. Економічний журнал Одеського політехнічного університету. 2017. № 1. С. 58‑63. URL: http://economics.opu.ua/11-4
17. Kozachenko G., Pogorelov Y., Bilousova A. Problems of display of transactional costs in accounting at an enterprise. Економіка і регіон. 2017. № 3. С. 67‑75.
18. Козаченко Г. В. Ознаки патології в управлінні підприємством. Вісник Хмельницького національного університету. Економічні науки. 2017. № 4. С. 30‑34.
19. Козаченко Г. В., Надьон Г. О. Природа кризи в діяльності підприємства. Проблеми економіки. 2017. № 3. С. 175‑181.
20. Козаченко Г. В., Вахлакова В. В. Дезорганізація безпекозабезпечувальної діяльності підприємства: ознаки та причини. Економіка: реалії часу 2017. № 3(31). С. 27‑34. URL: http://economics.opu.ua/files/archive/2017/No3/27.pdf
21. Козаченко Г. В., Буколова В. В. Модель оцінювання соціально-економічної безпеки регіону. Вісник Одеського національного університету. Економіка. 2017. Т. 22. Вип. 8 (61). С. 96‑100.
22. Козаченко Г. В. Естиметологічний аспект в економічній безпекології. Проблеми економіки. 2016. № 1. С. 167‑173.
23. Козаченко Г. В., Ілляшенко О. В. Імплементація системи економічної безпеки до системи управління підприємства. Вісник Хмельницького національного університету. Економічні науки. 2016. № 3. Т.2. С. 54‑59.
24. Козаченко Г. В. Технологізація управлінської діяльності: зміст та призначення. Економіка і регіон. 2016. № 3. С. 37‑40.
25. Козаченко Г. В., Погорелов Ю. С. Використання методів управління затратами: принципові підходи. Вісник Хмельницького національного університету. Економічні науки. 2015. Т. 2. № 3. С. 18–24.
26. Козаченко Г. В., Ілляшенко О. В. Особливості оцінювання стану системи економічної безпеки підприємства у контексті формування механізму її управління. Вісник Хмельницького національного університету. Економічні науки. 2015. 4. Т. 3. С. 97–101.
27. Козаченко Г. В., Адаменко Т. М. Економічна безпека підприємства: аналіз наявних визначень. Науковий Вісник Полтавського університету економіки і торгівлі. 2015. № 1 (69). С. 90–95.
28. Козаченко Г. В. Маркетингові стратегії інтернаціоналізації малих і середніх підприємств: закордонний досвід. Моделювання регіональної економіки: зб. наук. праць. 2015. № 2 (26). С. 157—169.
29. Козаченко Г. В., Лихолобов Е. А. Моделі аналізу організаційної поведінки. Економіка і регіон. 2015. № 5 (54). С. 70‑75.
30. Козаченко Г. В., Погорелов Ю. С. Про деякі проблеми у сучасній економічній безпекології. Управління проектами та розвиток виробництва. 2015. № 3(55). С. 6‑18.
31. Козаченко Г. В., Адаменко Т. М. Економічна безпека підприємства: оцінювання за Ʌ-підходом. Економіка. Менеджмент. Підприємництво. Зб. наук. праць Східноукраїнського національного університету імені Володимира Даля. Вип. 27. Ч. І. Луганськ: СНУ ім. В. Даля, 2015. С. 159‑165.

### Наукові статті у виданнях, що входять до НМБД Web of Science та Scopus
1. Romanovska Yu., Kozachenko G., Pogorelov Yu., Pomazun O., Redko K. Problems of development of economic security in Ukraine: challenges and opportunities. 2022. Volume 5 (46), Р. 249‑257 (Web of Science)
2. Kozachenko G., Pogorelov Yu., Andrushchenko I., Gerasymenko L., Romanovska Y. Economic Security in Post-Soviet Countries: Level of Ensuring and Development Trend. Review of Applied Socio-Economic Research. 2021. Volume 22. Issue 2. pp. 86‑101. (Scopus)
3. Kozachenko G., Pogorelov Yu., Olshanskyi O., Kramchaninova M., Vakhlakova V.  COVID-19 Pandemic as a Threat to Ukraine’s Socio-Economic System: Materialization Features, Indicators and Consequences. European Journal of Sustainable Development. 2021. 10 (3). Р. 303‑315. (Scopus & Web of Science)
4. Kozachenko G., Andrushchenko I., Pogorelov Yu. Raiding as a threat to economic security of Ukraine: legal framework of counteraction. Journal of law and political sciences. 2020. Vol. 23, issue 2. P. 297‑341. (Web of Science)
5. Kozachenko G., Zavora T., Shapoval L. Lombard activities and social security of the country: interrelation and interdependence. Independent Journal of Management & Production. 2020. Vol 11, No 8. Special Edition ISE, S&P. May. P. 587-599. (Web of Science)
6. Kozachenko G., Illiashenko О., Matkovskiy A. Factors of financial and economic security of foreign economic activity in Ukraine in context of globalization challenges. Financial and credit activity: problems of theory and practice. 2019. Vol. 1 (№ 24). P. 373‑382 (Web of Science)
7. Kozachenko G. V., Pogorelov Yu. S., Ovcharenko Ye. I., Illiashenko O. V. Use of methods of operational cost management in the planning and accounting organization at the enterprises in Ukraine. Problems and Perspectives in Management. 2018. Volume 16, Issue 3. Рр. 488‑500. (Scopus)
8. Kozachenko G., Onyshchenko V., Zavora T. Region Housing Policies in Terms of its Social and Economic Security. International Journal of Engineering and Technology (UAE). 2018. Vol 7, No 3.2. Special Issue 2. Р. 12‑18. (Scopus)
9. Kozachenko G., Onyshchenko S., Masliy A. Region Building Complex Social and Economic Security Threats. International Journal of Engineering and Technology (UAE). 2018. Vol 7, No 3.2. Special Issue 2. Р. 215‑218. (Scopus)
10. Kozachenko G., Bukolova V. Socioeconomic security of a region as an object in economic security studies at the mesolevel. Baltic Journal of Economic Studies. 2017. Vol. 3. No. 5 December. Pр. 188—193. (Web of Science)

### Публікації у виданнях іноземних держав
1. Kozachenko Ganna, Romanovska Yuliya. Tools for analyzing development of threats to the socio-economic system "city". Legal Science and Praxis. Journal of Law and Social Sciences. 2022. №4. Р. 22–31.
2. Kozachenko G., Pogorelov Yu., Andrushchenko I. Improving legislation on counteraction to raiding as a direction in strengthening Ukraine’s economic security. Legal Science and Praxis. Journal of Law and Social Sciences. 2021. № 1. С. 51‑58.
3. Kozachenko G., Pogorelov Y. Approaches to accumulate information about transactional costs in accounting at an enterprise. L'AssocTatTon 1901 «SEPIKE». 2017. № 1 (16). Pр. 148—154.
4. Kozachenko G., Pogorelov Y. Transaction costs as an object of enterprise accounting. International Journal of Economics and Society. 2016. Vol. 2, Issue 8. Pр. 34‑39.
5. Kozachenko G., Shulzhenko L. The basis of making the strategic alliance between competitors. MEST Journal. 2014. № 1. Vol. 2. Рр. 80‑86.

### Навчальні посібники
1. Правове забезпечення економічної безпеки держави : навч.-метод. посіб. / за ред. Л.В. Герасименко та Г.В. Козаченко. К.: 7БЦ, 2023. 518 с.
2. Економічна безпека підприємства: підручник / колектив авторів за ред. А. М. Дідика. Львів: Бухгалтери України, 2019. 624 с.
3. Управління фінансово-економічною безпекою: підручник / за заг. ред. В. О. Онищенка та Г. В. Козаченко. Полтава: ПолтНТУ, 2018. 530 с.
4. Управління витратами підприємства: навч. посіб. / за заг. ред. Г. В. Козаченко. Луганськ: вид-во «Ноулідж», 2011. 628 с.

## Підготовка наукових кадрів вищої кваліфікації
Науковий консультант 7 дисертацій на здобуття наукового ступеня доктора економічних наук, 25 дисертацій на здобуття наукового ступеня кандидата економічних наук, опонувала на захисті більш ніж 20 дисертацій на здобуття наукового ступеня доктора та кандидата економічних наук.